# Zamarada platycephala
Zamarada platycephala är en fjärilsart som beskrevs av Fletcher 1974. Zamarada platycephala ingår i släktet Zamarada och familjen mätare. Inga underarter finns listade i Catalogue of Life.